# IC4
IC4 är benämningen på en dieselmotorvagn som beställts och i viss mån levererats till danska DSB från italienska Ansaldobreda. Tåget går i fjärrtågstrafik i Danmark, till exempel mellan Ålborg och Köpenhamn. De består av fyra delar med fast led mellan. Littera på dessa är MG.

## Tidsplan
Tågen beställdes i december 2000 och skulle börja levereras i slutet av 2003. Olika förseningar och kvalitetsproblem har kraftigt försenat projektet. År 2007 började ett exemplar gå i provdrift med passagerare på en kortare rutt på Jylland. Det har varit fortsatta kvalitetsproblem. Februari 2009 godkändes tågtypen för "riktig" trafik på villkor att vissa problem åtgärdas inom en viss tid, men bara lösa motorvagnar, inte flera ihop. Kort därefter gäller att är 7 st levererade, varav 3 går i trafik (de går Köpenhamn-Ålborg). September 2010 körs för första gången två tåg hopkopplade med passagerare, även om det syns en del problem med detta hela 2011. Vintern 2011–2012 var alla IC4 ur trafik på grund av upptäckta bromsproblem.
Vissa IC4-enheter körs som Re-tåg i Köpenhamn med omnejd medan vissa har blivit tagna ur trafik på grund av fordonsproblem.
2019 kolliderade ett IC4-tåg på Stora Bältbron i en allvarlig tågolycka där åtta personer omkom och 16 personer skadades. Tåget skrotades efter olyckan.